# Chlorops ussuricus
Chlorops ussuricus är en tvåvingeart som först beskrevs av Oswald Duda 1933.  Chlorops ussuricus ingår i släktet Chlorops och familjen fritflugor. Inga underarter finns listade i Catalogue of Life.